# Миленко Веркић
Миленко Веркић (Обреж, код Земуна, 16. октобар 1912 — Мајевица, 19. децембар 1942) био је учесник Шпанског грађанског рата и Народноослободилачке борбе и народни херој Југославије.

## Биографија
Рођен је 16. октобра 1912. у селу Обрежу, код Земуна. По завршетку основне школе у родном селу, отишао је у Београд где је радио као физички радник у једној циглани. Као млади радник определио се за раднички покрет, а 1941. је постао члан Комунистичке партије Југославије (КПЈ).
Као добровољац, 1936. је отишао у Шпанију, где се у редовима Интернационалних бригада борио у Шпанском грађанском рату. У борбама се истицао храброшћу и био тешко рањен. Једанаест месеци је лежао у француској болници, одакле је евакуисан у логор за припаднике Интернационалних бригада, који је формирала француска влада. У јесен 1941. успео је да се из окупиране Француске пребаци у Немачку, а одатле преко партијских канала у окупирану Југославију.
По доласку у Сарајево, од Светозара Вукомановића Темпа добио је задатак да се пребаци у Романијски партизански одред, где је најпре постављен на дужност командира, а потом политичког комесара Црепољске партизанске чете. У партизанима се користио илегалним именом Ивица Кумичић. Учествовао је у свим борбама и акцијама Одреда, а више пута са борцима је продирао до периферије Сарајева, где је уништавао непријатељске посаде и рушио објекте, који су служили окупатора.
Када је половином марта 1942. у Каменици од бораца Романијског одреда и Одреда Звијезда формиран Први пролетерски батаљон у источној Босни постављен је за командира чете. Овај батаљон је августа 1942. ушао у састав тада формиране Шесте источнобосанске ударне бригаде. Током августа и септембра бригада је водила борбе против немачки, усташко-домобранских и четничких снага на планинама Коњуху, Романији и Мајевици.
Почетком октобра 1942. један батаљон бригаде је остао на Мајевици, а остатак бригаде, јачине батаљона, пребацио се преко реке Саве у Срем. Са Фрушке горе, Веркић се спустио у доњи Срем и посетио родно село Обреж. Током боравка бригаде у Срему, учествовао је уништењу непријатељских посада у селима Врбањи и Кузмину и једног батаљона немачке 718. дивизије у Босутским шумама.
На Фрушкој гори у састав Шесте источнобосанске бригаде ушао је Посавски батаљон Трећег сремског партизанског одреда, а Веркић је постављен за политичког комесара једне чете. Почетком новембра 1942. бригада се из Срема вратила у источну Босну, где је учествовала у борбама против четника на подручју Мајевице и Семберије. Средином децембра 1942. два батаљона немачке 717. дивизије, два батаљона усташке Прве бригаде и пет батаљона домобранске Треће пешадијске дивизије почели су концентрично наступање ка Мајевици са циљем да окруже и униште Шесту источнобосанску бригаду, Трећи сремски одред и Мајевички партизански одред. Након вишедневних борби, партизанске јединице су у ноћи 18/19. децембра пребациле преко комуникације Тузла—Зворник и пробиле у Бирач.
Након ових борби, Веркићева чета је у ноћи између 19/20. децембара 1942. бранила положаје са којих је омогућавала пролаз главнини Шестој источнобосанској ударној бригади за Шековиће. Непријатељ је напредовао из свих праваца, па је чета у тешким условима изостала од главнине бригаде. Када је пушкомитраљезац остао без муниције, Веркић је у покушају да дотури муницију, али је у том покушају погођен у стомак на једној чистини између два дрвета. Након погибије, његово тело покушао је да извуче комесар чете Живко Џакула Плави, такође родом из Обрежи.
Указом Президијума Народне скупштине ФНР Југославије 20. децембра 1951. проглашен је за народног хероја.